# Shonan Bellmare (calcio a 5)
Lo Shonan Bellmare (湘南ベルマーレフットサルクラブ?) è la squadra di calcio a 5 dell'omonima società con sede a Hiratsuka, nella prefettura di Kanagawa.

## Storia
Fondata nel 2007, la squadra entrò subito in F. League, la massima serie del campionato giapponese di calcio 5. In questo periodo, strinse un accordo con il Londrina che entrò a far parte del Club come seconda squadra, mantenendo però la sua denominazione.

## Colori e simbolo

### Colori

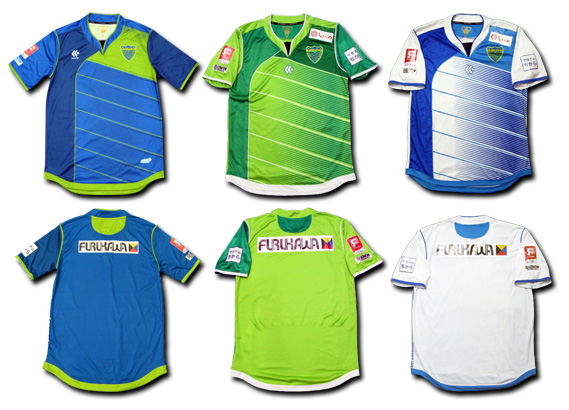
Le uniformi della stagione 2013/14

I colori della maglia dello Shonan Bellmare sono il Blu e il Verde.

## Stadio
Gli Shonan Bellmare giocano le loro partite casalinghe all'Odawara Arena, impianto che può contenere 6000 spettatori.

## Società

### Organigramma
- Presidente: Makotokabe Kiyoshi

### Sponsor
- 2013-oggi KOOL SPORT